# آنيل
آنيل (بالإسبانية: Anel Noreña)‏ (ولدت باسم آنا ايلينا نورينا جراس بتاريخ 10 أكتوبر عام 1944 في مدينة مكسيكو، المكسيك، وهي ممثلة مكسيكية وعارضة أزياء سابقة، ظهرت لأول مرة في مسيرتها المهنية عندما شاركت عام 1970 في الفيلم لتحالف معك.

## السيرة الذاتية
ولدت آنيل في مكسيكو سيتي يوم 10 أكتوبر 1944، وهي الابنة الكبرى لمانويل نورينا الذي كان يعمل كبائع سيارات أما والدتها فهي ربة منزل.
عندما كانت فتاة صغيرة، قرر والدها الانتقال إلى تيخوانا، في ولاية باجا كاليفورنيا في شمال المكسيك، لتعمل أمها هناك كمدبرة منزل في لوس أنجلوس، كاليفورنيا. وقد كانت آنيل تبلغ من العمر خمسة عشر عاما فقط عندما وجدت نفسها تعمل في قصر في بيفرلي هيلز، وبينما كانت تعمل هناك قابلت الكثير من نجوم هوليوود، لكنها لم تكن سعيدة، حيث شعرت أنها لا تنتمي إلى هناك أو على الأقل لم يكن لديها أي أصدقاء، بالإضافة إلى أنها كانت تكتسب وزنا زائدا يوما بعد يوم مما جعلها سمينة جدا في سن المراهقة، وقد قام صاحب القصر بأخذها إلى الطبيب الذي وصف لها نظام غذائي مع حبوب لمنع الحمل، لتبدأ بعد ذلك في فقدان الوزن إلى أن أصبحت امرأة جميلة، ثم قررت فيما بعد ذلك المشاركة في مسابقة ملكة جمال المكسيك في لوس أنجلوس حيث فازت بالمركز الأول بشكل غير متوقع، وقد اشتملت الجائزة على رحلة إلى مدينة مكسيكو، أكابولكو وكويريتارو، ليبدأ بعد ذلك حظها بالتغير شيئا فشيئا.

## الحياة الشخصية
في عام 1976، تزوجت آنيل من المغني المكسيكي خوسيه خوسيه، وقد حصلا معا على طفلان: خوسيه جويل وماريسول.
عموما، كان زواجها سعيدا لكن زوجها لاحظ أنها تعاني من مشاكل الكحول، كما تجدر الإشارة إلى أن آنيل سبقت وأن تعاملت مع مسائل متعلقة بالكحول والوزن الزائد، وبعد 15 عاما من الزواج، انفصل الزوجان وذلك بحلول عام 1990. صرحت أنها خلال زواجها لم تكن تعمل في كل شيء، ولكن سرعان ما بعد الطلاق كان عليها أن تبدأ في العمل مرة أخرى.

## قائمة أفلامها
| الأفلام، المسلسلات التلفزيونية | الأفلام، المسلسلات التلفزيونية         | الأفلام، المسلسلات التلفزيونية | الأفلام، المسلسلات التلفزيونية | الأفلام، المسلسلات التلفزيونية |
| العام                          | العنوان                                | الدور                          | ملاحظات                        |                                |
| ------------------------------ | -------------------------------------- | ------------------------------ | ------------------------------ | ------------------------------ |
| 1970                           | لتحالف معك                             |                                | فيلم                           |                                |
| 1971                           | el amor tiene cara de mujer            | كلوديا                         | دور داعم                       |                                |
| 1971                           | primera vez una                        |                                | الفيلم                         |                                |
| 1971                           | las reglas del juego                   |                                | فيلم                           |                                |
| 1971                           | لوس نوفيوس                             | مارو                           | فيلم                           |                                |
| 1971                           | Espérame ar mía                        |                                | فيلم                           |                                |
| 1971                           | لا مولا دي كولين بيكر                  |                                | فيلم                           |                                |
| 1971                           | ش أردينتي ديسيو                        |                                | فيلم                           |                                |
| 1972                           | El arte de engañar                     | استيلا                         | فيلم                           |                                |
| 1972                           | مونيكا رينا                            | سيلفيا                         | فيلم                           |                                |
| 1972                           | تامبيكو                                |                                | فيلم                           |                                |
| 1972                           | la hija de frankesteind                |                                | فيلم                           |                                |
| 1972                           | Tonta, tonta, pero no tanto            | لوسي                           | فيلم                           |                                |
| 1972                           | nuestro que estás en la tierra         | مارتا                          | فيلم                           |                                |
| 1973                           | الفاصل                                 | جاكي                           | فيلم                           |                                |
| 1973                           | لاس تارانتولاس                         | جورجيت                         | فيلم                           |                                |
| 1973                           | el omar tiene cara de mujer            |                                | فيلم                           |                                |
| 1973                           | إل شريف سيد فالديز                     | أندريا                         | دور داعم                       |                                |
| 1975                           | بالوما                                 | مارجو                          | دور داعم                       |                                |
| 1991                           | ألكانزار إستريلا الثاني                | فيرونيكا فيليس                 | دور داعم                       |                                |
| 1992                           | لاسونريزا دل ديابلو                    | Perla                          | دور داعم                       |                                |
| 1994                           | دي لون دي روزا                         | ربيكا ديل مورال                | دور داعم                       |                                |
| 1996                           | Tú y yo                                | لورا/ايلينا كامبوس             | دور داعم                       |                                |
| 1998                           | فيفو بور ايلينا                        | جيني                           | دور داعم                       |                                |
| 2000                           | كو بونيتا العائلة: أبي 2000            | أدريانا الأم                   | فيلم                           |                                |
| 2006                           | موهير، الحالات المعقدة في الحب الحقيقي | نفسها                          | شاركت في الحلقة 1 فقط          |                                |
| 2007/08                        | you amor Querendón                     | دلفينا de la Cueva             | دور داعم                       |                                |
| 2008                           | La rosa de Guadalupe                   | كابيتاتا                       | شاركت في الحلقة 1 فقط          |                                |
| 2009                           | نساء قاتلات                            | اسبيرانزا                      | شاركت في الحلقة 1 فقط          |                                |
| 2011/12                        | Una familia con suerte                 | فابيانا                        | ظهور خاص                       |                                |

## وصلات خارجية
- آنيل على موقع IMDb (الإنجليزية)
- آنيل على موقع قاعدة بيانات الفيلم (الإنجليزية)
- كريستيانو دي آنيل نورينا